# Carlsbad (New Mexico)
Carlsbad is een plaats (city) in de Amerikaanse staat New Mexico, en valt bestuurlijk gezien onder Eddy County.

## Demografie
Bij de volkstelling in 2000 werd het aantal inwoners vastgesteld op 25.625.
In 2006 is het aantal inwoners door het United States Census Bureau geschat op 25.410, een daling van 215 (-0,8%).

## Geografie
Volgens het United States Census Bureau beslaat de plaats een oppervlakte van
73,6 km², waarvan 73,5 km² land en 0,1 km² water.

## Plaatsen in de nabije omgeving
De onderstaande figuur toont nabijgelegen plaatsen in een straal van 64 km rond Carlsbad.

## Geboren
- Bruce Cabot (1904-1972), acteur
- Andrew Gaffney (1946), astronaut

## Media
- Video van Nationaal park Carlsbad Caverns